# Сарга (Казахстан)
Са́рга (каз. Сарға) — село у складі Бейнеуського району Мангистауської області Казахстану. Адміністративний центр та єдиний населений пункт Саргинської сільської адміністрації.
У радянські часи село називалось Джангільдіно.
Населення — 1543 особи (2021; 1348 у 2009, 1137 у 1999, 1112 у 1989).